# Чуприна, Евгения Владимировна
Евгения Владимировна Чуприна (род. 24 июля 1971 года в Киеве, УССР) — украинская поэтесса. Член Национального союза писателей Украины и Украинского отделения Международного ПЕН-клуба.
Лауреат премии имени Владимира Короленко.
Координатор Международной литературной премии им. Олеся Ульяненко.
Автор первого российского интернет-бестселлера «Роман с Пельменем».
Будучи противницей копирайта, отказалась от пользования авторскими правами на роман «Орхидеи ещё не зацвели», который выложен в свободный доступ.
Аббатисса института послушниц Общества Куртуазных Маньеристов, который в 2012 году был эмансипирован и трансформирован в поэтическую группировку Куртуазный Матриархат, а в 2014 году — Украинские друиды. Также принадлежит к группировке Эротических Марксистов, возглавляемой поэтом Максимом Кабиром (Кривой Рог).
В своем творчестве колеблется между постдекадансом и ретро-футуризмом.
Училась на филологическом факультете Киевского государственного университета.
Автор сборников стихов «Сочинения» (1997, 2000) и «Вид снизу» (2002), прозаического «Романа с Пельменем» (2000, 2002). Произведения печатались в альманахах «Побережье» (Филадельфия), «Сталкер» (Лос-Анджелес), журналах «Нева» (Петербург), «Радуга» (Киев), «СТЫХ» (Днепропетровск). Пьеса «Цветаева + Пастернак» идет в театре-модерн «Сузірря», Киев.
Живёт в Киеве. Замужем за писателем Алексеем Никитиным. Работает в издательстве «Люта справа»